# DTPMP
El DTPMP o ácido dietilentriaminopenta(metilenfosfónico es un ácido fosfónico análogo del agente quelante ácido pentético. Se clasifica como un ácido polifosfónico orgánico nitrogenado que tiene propiedades quelantes y anticorrosivas.

## Propiedades
El EDTMP normalmente se usa como su sal de sodio, que exhibe una buena solubilidad en agua, porque la forma ácida tiene una solubilidad muy limitada en agua y tiende a cristalizar en disoluciones acuosas concentradas. Muestra muy buena inhibición de la precipitación del sulfato de bario (BaSO4). En ambientes con alta temperatura y alcalinos (por encima de 210 °C), el DTPMP tiene mejor efecto de inhibición de corrosión que otros fosfonatos.